# Сошненська сільська рада
Со́шненська сільська́ ра́да — адміністративно-територіальна одиниця та орган місцевого самоврядування в Ізяславському районі Хмельницької області. Адміністративний центр — село Сошне.

## Загальні відомості
Сошненська сільська рада утворена в 1944 році.
- Територія ради: 38,191 км²
- Населення ради: 680 осіб (станом на 2001 рік)

## Населені пункти
Сільській раді підпорядковані населені пункти:
- с. Сошне
- с. Заріччя
- с. Іванівка
- с. Криволука

## Склад ради
Рада складається з 14 депутатів та голови.
- Голова ради: Якобчук Микола Васильович
- Секретар ради: Савчук Тетяна Миколаївна

### Керівний склад попередніх скликань
| Прізвище, ім'я, по батькові | Основні відомості                                                         | Дата обрання | Дата звільнення |
| --------------------------- | ------------------------------------------------------------------------- | ------------ | --------------- |
| Якобчук Микола Васильович   | Сільський голова, 1959 року народження, освіта вища, член Народної партії | 26.03.2006   | 31.10.2010      |
| Якобчук Микола Васильович   | Сільський голова, 1959 року народження, освіта вища, член Народної партії | 31.10.2010   |                 |

Примітка: таблиця складена за даними сайту Верховної Ради України

### Депутати
За результатами місцевих виборів 2010 року депутатами ради стали:

#### За суб'єктами висування
| Суб'єкт висування                 | Кількість обраних депутатів | %    |
| --------------------------------- | --------------------------- | ---- |
| Самовисування                     | 7                           | 50   |
| Соціалістична партія України      | 3                           | 21,4 |
| Народна партія                    | 2                           | 14,3 |
| Єдиний Центр                      | 1                           | 7,1  |
| Політична партія «Сильна Україна» | 1                           | 7,1  |

#### За округами
| № округу                          | Прізвище, ім'я, по батькові       | Дата визнання обраним | Освіта  | Партійна приналежність             | Відомості про обраного депутата                        |
| --------------------------------- | --------------------------------- | --------------------- | ------- | ---------------------------------- | ------------------------------------------------------ |
| Єдиний Центр                      |                                   |                       |         |                                    |                                                        |
| 11                                | Нижник Олександр Іванович         | 03.11.2010            | вища    | член Єдиного Центру                | Сошненська загальноосвітня школа І-ІІ ст., сторож      |
| Народна Партія                    |                                   |                       |         |                                    |                                                        |
| 1                                 | Бондарук Галина Петрівна          | 03.11.2010            | вища    | член Народної партії               | ФГ"Словянське-2005", бухгалтер                         |
| 10                                | Борищук Світлана Олексіївна       | 03.11.2010            | середня | член Народної партії               | Сошненська загальноосвітня школа І-ІІ ст., комірник    |
| Політична партія «Сильна Україна» |                                   |                       |         |                                    |                                                        |
| 13                                | Закружецька Наталія Володимирівна | 03.11.2010            | середня | позапартійна                       | п/п. Курков М.О, продавець                             |
| Соціалістична партія України      |                                   |                       |         |                                    |                                                        |
| 2                                 | Сідлярська Тетяна Степанівна      | 03.11.2010            | вища    | член Соціалістичної партії України | Ізяславський територіальний центр, соціальний робітник |
| 5                                 | Колеснік Леся Володимирівна       | 03.11.2010            | середня | член Соціалістичної партії України | тимчасово не працює                                    |
| 7                                 | Савчук Тетяна Миколаївна          | 03.11.2010            | вища    | член Соціалістичної партії України | Сошненська с.рада, секретар                            |
| Самовисування                     |                                   |                       |         |                                    |                                                        |
| 3                                 | Домбровський Анатолій Григорович  | 03.11.2010            | середня | позапартійний                      | пенсіонер                                              |
| 4                                 | Парфенюк Оксана Іванівна          | 03.11.2010            | вища    | позапартійна                       | Сошненська с.рада, бухгалтер                           |
| 6                                 | Строюк Володимир Олександрович    | 03.11.2010            | середня | позапартійний                      | пенсіонер                                              |
| 8                                 | Сагайдак Степан Сергійович        | 03.11.2010            | середня | позапартійний                      | пенсіонер                                              |
| 9                                 | Федукіна Раїса Іванівна           | 03.11.2010            | вища    | позапартійна                       | п/п Ткаченко І. В ., продавець                         |
| 12                                | Кузьмук Галина Сергіївна          | 03.11.2010            | вища    | позапартійна                       | Ізяславська ЦРБ., бібліотекар                          |
| 14                                | Павлюк Володимир Васильович       | 03.11.2010            | вища    | позапартійний                      | тимчасово не працює                                    |

## Господарська діяльність
Основним видом господарської діяльності населених пунктів сільської ради є сільськогосподарське виробництво. Воно складається з сільськогосподарських товариств з обмеженою відповідальністю ТОВ «Якуш АГРО», ФГ «Слов'янське-2005» і індивідуальних селянських (фермерських) господарств. Основним видом сільськогосподарської діяльності є вирощування зернових і бобових культур, виробництво м'ясо-молочної продукції; допоміжним — вирощування овочевих культур.

## Річки

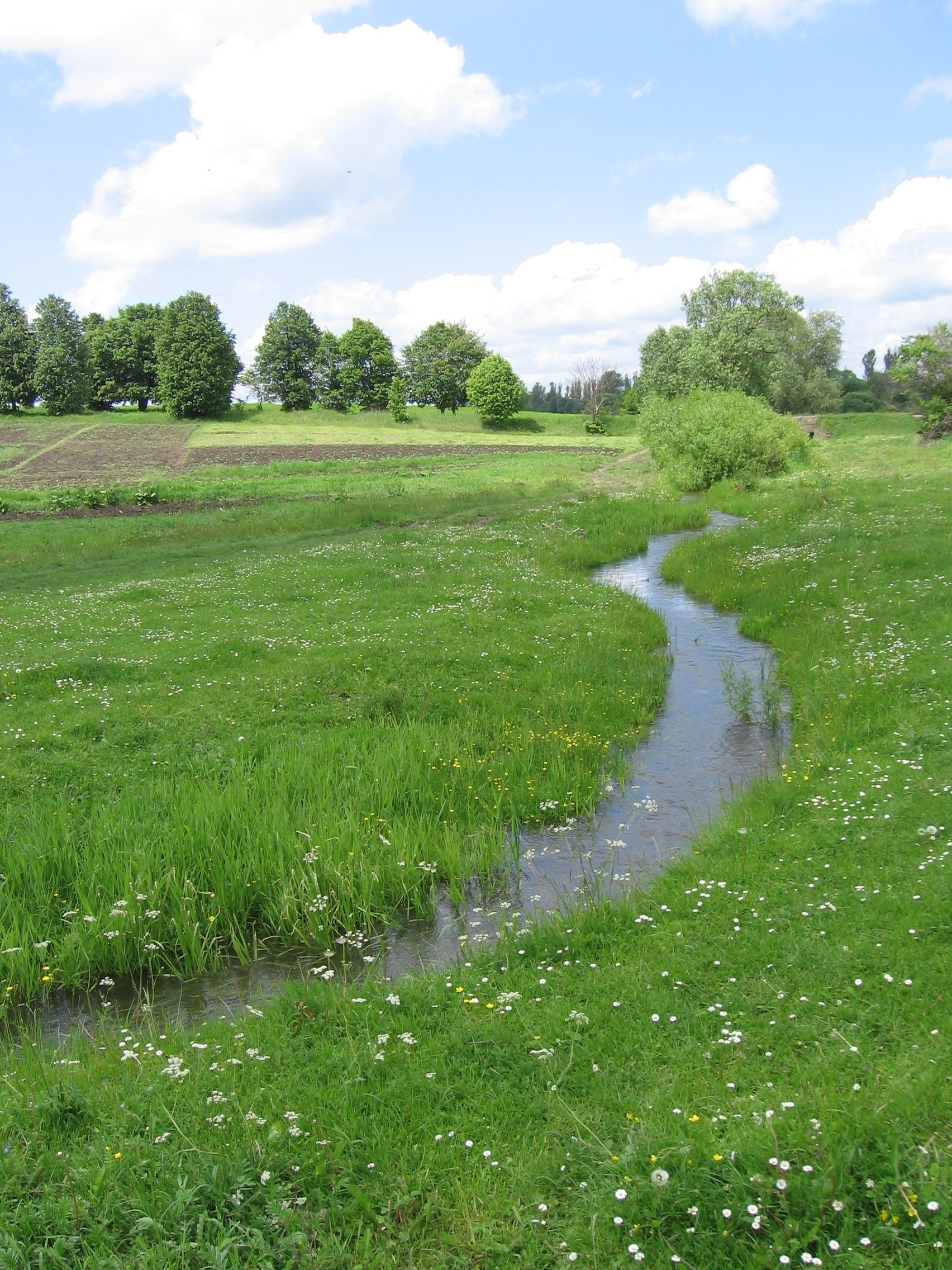
Річка Сошенка

Територією сільської ради протікає річка Сошенка, (Сошень) — яка бере свій початок на південній околиці села Плужного, тече в південно-східному напрямку через села Заріччя, Сошне і впадає у річку Горинь в районі Старого міста Ізяслава.
Через село Іванівка протікає річка Більчинка, ліва притока Горині, а в на півдні сільради поблизу села Криволука тече річка Горинь.